# Pygospila bivittalis
Pygospila bivittalis är en fjärilsart som beskrevs av Walker 1866. Pygospila bivittalis ingår i släktet Pygospila och familjen Crambidae. Inga underarter finns listade i Catalogue of Life.